# 公普彦
公 普彦（朝鮮語: 공보언）は、朝鮮氏族の文川公氏の始祖である。
孔子の弟子であった公夏守の子孫である魯の王族の末裔の公尹輔は中国唐の一八学士の一人であったが、唐玄宗代に安禄山の乱を避けるために、755年に新羅に帰化したが、公普彦は公尹輔の子孫として生まれた。公普彦は、世宗時代に咸鏡道文川に流刑にされた。